# Carolina de Leiningen-Dachsburg-Heidesheim
Carolina de Leiningen-Dachsburg-Heidesheim (en alemany Karoline Felizitas von Leiningen-Dagsburg-Heidesheim) va néixer a Heidesheim el 22 de maig de 1734 i va morir a Frankfurt el 8 de maig de 1810. Era filla de Cristià Carles Reinhard de Leiningen-Dagsburg-Falkenburg (1695-1766) i de Caterina Polyxena de Solms-Rodelheim (1702-1765).
El 16 d'abril de 1760 es va casar amb el príncep Carles Guillem de Nassau-Usingen (1735-1803), fill de Carles de Nassau-Usingen (1712-1775) i de Cristina Guillemina de Saxònia-Eisenach (1711-1740). El matrimoni només va tenir una filla, Carolina de Nassau-Usingen (1762-1823) que es va casar amb el landgravi Frederic III de Hessen-Kassel (1747-1837). Però, en no poder heretar, després de la mort del seu marit, Carles Guillem, assumí el títol de príncep de Nassau el seu germà  Frederic August.